# 武耀曾
武耀曾，湖北孝感人，清朝政治人物，進士出身。
道光二年（1822年）壬午恩科進士。道光三年（1823年），接替杨蔚然任福建永安县知县一职，同年由孙鸿宝接任。